# Yo no me caso compadre
Yo no me caso compadre es una película de comedia y western mexicana de 1960, dirigida por Miguel M. Delgado y protagonizada por Luis Aguilar,  Rosita Quintana y Fernando Soto «Mantequilla».

## Trama
Los integrantes de una pareja están comprometidos desde su infancia, pero no se conocen el uno al otro, llega el momento de casarse y ninguno de los dos desea hacerlo.

## Reparto
- Rosita Quintana como Claudia
- Luis Aguilar como Mauro
- Fernando Soto «Mantequilla» como Glatiro
- Genaro de Alba como Pánfilo
- Conchita Gentil Arcos como Tía Agrícola
- José «El Ojón» Jasso como Don Cirelio Revilla
- Arturo «El Bigotón» Castro como Don Cironio
- Ignacio Peón como Próspero Manzanares (señor juez)
- Miguel Inclán hijo como Empleado hotel
- José Pardavé como Cantinero
- Trío Los Gallos como Trío (Trío Los Tres Gallos)
- Lupe Carriles como Potracia (no acreditada)
- Francisco Meneses como Amigo de Pánfilo (no acreditado)
- Rafael Torres como Amigo de Pánfilo (no acreditado)

## Banda sonora
- «Yo No Me Caso Compadre», escrita por Sebastián Curiel
- «Fiesta Ranchera», escrita por Manuel Esperón
- «La Mariposa», escrita por Cuco Sánchez
- «El Hombre Alegre», escrita por Cuco Sánchez
- «No Me Caso», escrita por Rogelio Brambila
- «Regalame Un Besito», escrita por Sebastián Curiel